# چگریانده
چگریانده (به انگلیسی: Chagrianda) یک منطقهٔ مسکونی در پاکستان است که در کشمیر آزاد واقع شده‌است. چگریانده ۷۹۲ متر بالاتر از سطح دریا واقع شده‌است.